# Cheritra eurydice
Cheritra eurydice är en fjärilsart som beskrevs av Hans Fruhstorfer 1912. Cheritra eurydice ingår i släktet Cheritra och familjen juvelvingar. Inga underarter finns listade i Catalogue of Life.